# دنبان فينيقي
دنبان فينيقي (الاسم العلمي:Brachypodium phoenicoides) هو نوع من النباتات يتبع جنس الدنبان من الفصيلة النجيلية.